# Санта Роса Штампак
Санта Роса Штампак (Santa Rosa Xtampak) са археологически разкопки на голям древен град на маите. Намират се на полуостров Юкатан в мексиканския щат Кампече. Сградите в Санта Роса Штампак са построени в архитектурния стил „Пуук“ (стил в архитектурата на древните маи, кръстен на хълмовете в Северен Юкатан). Градът се намира на билото на верига от хълмове, които граничат със савана на юг.

## История на изследванията
За първи път през съвременната ера, руините са изследвани през 1814 г. от Джон Лойд Стивънс (John Lloyd Stephens) и Фредерик Кетерууд (Frederick Catherwood).  След войната на кастите в Юкатан (1847 – 1901) местността почти се обезлюдила, което направило посещението на руините много трудно. Следващото посещение на руините е направено от Теоберт Малер (Teobert Maler) през 1891 г.  През 1936 г. по-подробни разкопки на мястото са извършени от Хари Полок (Harry E. D. Pollock).  През 1949 г. измервания на археологическия паметник и публикации относно разкопките правят Джордж Брейнърд (George W. Brainerd), Карл Рупърт (Karl Ruppert) и Лорънс Ройс (Lawrence Roys). Оттогава сериозен интерес за изследователите представлява триетажен дворец.  В средата на 90 -те на 20 век се провеждат разкопки и реставрация на сгради, първоначално под ръководството на Антонио Кастильо (Antonio Benavides Castillo), а след това и под ръководството на Рене Запата (Renée Lorelei Zapata). 

## Монументи с надписи
Санта Роса Штампак е един от малкото археологически обекти в архитектурен стил „Пуук“, където са намерени добре запазени фрагменти от писмеността на маите в които се посочват датите на строежа на сградите. 
| Монумент | Дата (европ. календар) | Календар на маите |
| Стела 5  | 25.12.646              | 9.10.19?.2?3      |
| Стела 7  | 29.04.751              | 9.15.19.17.14     |
| Стела 3  | 02.10.791              | 9.18.1.0.0        |
| Стела 8  | 01.03.830              | 10.0.0.0.0        |
| Стела 3  | 03.08.871              | 10.2.2.0.0        |

Стели намиращи се в двора на юг от голямата пирамида.

## Галерия
- Фасада на триетажния дворец.
- Входът „змийска уста“ на третия етаж на двореца.
- Ъглов храм.
- Дворец (гледан отзад).
- Вход на „Сградата змийска уста“.
- Стълбища на задната страна на „Сградата змийска уста“.
- Сграда в северната част.
- Мегалитни стълби на главната пирамида.
- Югозападна група сгради.
- Сграда в югоизточната част.